# Trattato di Ninfeo (1261)

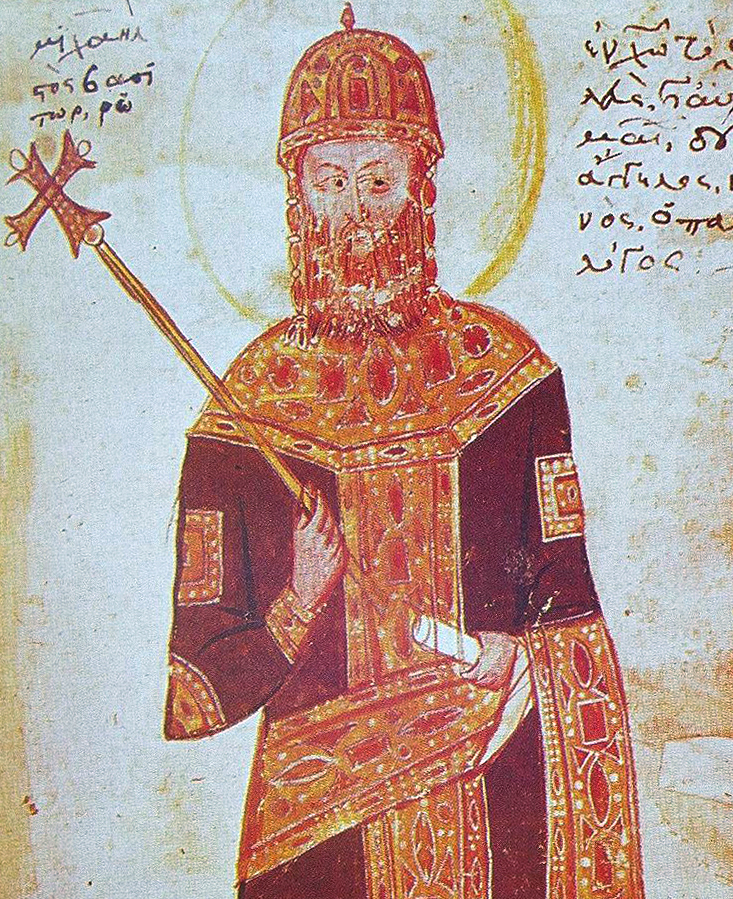
L'imperatore bizantino Michele VIII Paleologo.

Con il nome di trattato di Ninfeo è ricordata la convenzione firmata nel 1261 da Genova, guidata dal primo capitano del popolo Guglielmo Boccanegra e l'imperatore bizantino Michele VIII Paleologo (1259-1282).
Il trattato prevedeva l'appoggio genovese nella ripresa di Costantinopoli agli imperatori latini con una flotta ormeggiata nel porto della capitale bizantina, onde evitare incursioni veneziane dal mare, ed il successivo impegno da parte genovese di provvedere alla difesa marittima del ricostituito impero.
Da parte del Paleologo vi era l'impegno a scacciare i nemici dei genovesi dal proprio territorio, di concedere loro ogni privilegio commerciale ed il controllo marittimo degli stretti per il Mar Nero.
L'impero bizantino rimase così, fino alla sua caduta nel 1453, appannaggio dei Genovesi che ne controllarono per circa due secoli le sorti, fra alterne vicende.
In particolare, alla prima caduta di Costantinopoli (1204) era seguita la costituzione di un Impero Latino che, attraverso varie vicende, perse territorio e autorità nel corso di pochi anni. Contemporaneamente gli imperatori bizantini Comneni avevano fondato un proprio stato a Trebisonda (aprile 1204), altre famiglie avevano proclamato il despotato in Epiro con Arta capitale mentre nell'Impero fondato a Nicea, in Anatolia quasi di fronte a Costantinopoli, cresceva la potenza della famiglia dei Paleologhi là fuggiti. Il 13 marzo 1261 lo stato di Nicea, appunto, perfezionava con i plenipotenziari di Genova il trattato del Ninfeo (località prossima alla capitale) poi tradotto e ratificato in Genova il 10 luglio successivo. L'alleato italiano era identificato come principale avversario di Venezia e come unica potenza capace di difendere Costantinopoli e contrastare la parvenza dell'Impero Latino. Infatti, il trattato impegnava Genova a dare guerra senza quartiere a Venezia al fine di conseguire la riconquista di Costantinopoli da parte dei Paleologhi e il loro conseguimento nell'Impero bizantino. Da parte greca, in persona di Michele VIII Paleologo, ci si impegnava a concedere i consueti privilegi commerciali e, soprattutto, "...quod non permittet ire de cetero negociatum intra maius mare aliquem Latinum nisi Ianuensis et Pisanos...". Con tale clausola veniva garantita ai genovesi (e ai pisani) l'esclusività della navigazione commerciale nel mar Nero a danno di Venezia e della sua città di Tana salve, sottinteso, le intese dell'Impero bizantino di Trebisonda di cui, infatti, Venezia cercherà il sostegno anche con un trattato del 1319. Il 25 luglio 1261 (quindici giorni dopo la ratifica del trattato) Costantinopoli "cadde come un frutto maturo" (Ducellier) nelle mani di un generale di Nicea, senza che Genova avesse speso un ducato né una goccia di sangue; tuttavia, si diede corso al trattato. In tale modo i Liguri andarono ad occupare la costa del mar Nero che da Galata (la città genovese al di là del Corno d'Oro) comprendeva il grande delta del Danubio fino alla Crimea, rinnovando numerose vecchie città bizantine (Chilia, Licostomo e molte altre) e fissando sulla costa orientale della penisola di Crimea la propria capitale di "Gazaria" col nome di Caffa (Theodosia). Genova completava così un proprio, grande impero coloniale esteso dall'isola di Chio, nell'Egeo occidentale, lungo le isole prossime alla costa anatolica, quindi Galata, fino a Caffa, a oriente. Un sofisticato sistema di trasporti muoveva da Caffa carovane che raggiungevano la Cina in sei mesi di marcia in sinergia con il porto di Caffa da dove si caricavano (e scaricavano) le navi per Galata, Chio e le altre isole fino a Genova.